# Balázs Bábel
Balázs Bábel (Dabas, 18 ottobre 1950) è un arcivescovo cattolico ungherese, dal 25 giugno 1999 arcivescovo metropolita di Kalocsa-Kecskemét.

## Biografia

### Formazione e ministero sacerdotale
Dopo essere entrato nel seminario di Eger, è stato ordinato sacerdote il 19 giugno 1976. 
Nel 1983 ha conseguito il dottorato in teologia a Budapest.
Nel 1997 è stato nominato rettore dell'istituto di educazione sacerdotale  san Carlo Borromeo a Vác ed è stato nominato cappellano di Sua Santità.  

### Ministero episcopale
Il 24 febbraio 1999 papa Giovanni Paolo II lo ha nominato vescovo coadiutore di Kalocsa-Kecskemét. Il 10 aprile 1999 ha ricevuto la consacrazione episcopale dalle mani del cardinale László Pacifik Paskai, co-consacranti l'arcivescovo di Kalocsa-Kecskemét László Dankó e il vescovo di Vác Ferenc Keszthelyi.
Il 25 giugno 1999, giorno della morte del suo predecessore László Dankó, è succeduto alla carica di arcivescovo. Il 15 agosto 1999 ha ricevuto il pallio. 
Nell'ambito della Conferenza Episcopale Ungherese è stato presidente del comitato ecumenico, membro del comitato cultura e mass media, dal 2006 membro del consiglio permanente e dal 2007 membro del comitato secolare e del comitato pastorale nazionale.

## Genealogia episcopale
La genealogia episcopale è:
- Cardinale Scipione Rebiba
- Cardinale Giulio Antonio Santorio
- Cardinale Girolamo Bernerio, O.P.
- Vescovo Claudio Rangoni
- Arcivescovo Wawrzyniec Gembicki
- Arcivescovo Jan Wężyk
- Vescovo Piotr Gembicki
- Vescovo Jan Gembicki
- Vescovo Bonawentura Madaliński
- Vescovo Jan Małachowski
- Arcivescovo Stanisław Szembek
- Vescovo Felicjan Konstanty Szaniawski
- Vescovo Andrzej Stanisław Załuski
- Arcivescovo Adam Ignacy Komorowski
- Arcivescovo Władysław Aleksander Łubieński
- Vescovo Andrzej Stanisław Młodziejowski
- Arcivescovo Kasper Kazimierz Cieciszowski
- Vescovo Franciszek Borgiasz Mackiewicz
- Vescovo Michał Piwnicki
- Arcivescovo Ignacy Ludwik Pawłowski
- Arcivescovo Kazimierz Roch Dmochowski
- Arcivescovo Wacław Żyliński
- Vescovo Aleksander Kazimierz Bereśniewicz
- Arcivescovo Szymon Marcin Kozłowski
- Vescovo Mečislovas Leonardas Paliulionis
- Arcivescovo Bolesław Hieronim Kłopotowski
- Arcivescovo Jerzy Józef Elizeusz Szembek
- Vescovo Stanisław Kazimierz Zdzitowiecki
- Cardinale Aleksander Kakowski
- Papa Pio XI
- Cardinale Jusztinián Serédi, O.S.B.
- Arcivescovo Endre Hamvas
- Arcivescovo József Ijjas
- Cardinale László Lékai
- Cardinale László Paskai, O.F.M.
- Arcivescovo Balázs Bábel